# Cesáreo Rodríguez-Aguilera
Cesáreo Rodríguez-Aguilera Conde (Quesada (Jaén), 1916 - Barcelona, 11 de noviembre de 2006) fue un jurista, escritor, político y crítico de arte español.

## Biografía
Se licenció en Derecho en 1940, estudiando por libre y se doctoró en 1948 en la Universidad de Madrid. Poco después ejercido de juez de Primera Instancia en Villacarrillo y más tarde a los territorios españoles en África (Marruecos español), donde se convirtió en un experto de derecho islámico. Después fue destinado como juez en Barcelona, y allí se casó con la poetisa Mercedes de Prat. Antes de sus estudios, estuvo como voluntario en defensa de la República Española combatiendo en la Guerra Civil.
En 1953 ascendió a magistrado y fue enviado a Palma de Mallorca, pero pidió la excedencia y ejerció de abogado en Barcelona de 1954 a 1961, año en el cual reingresó a la carrera judicial. Durante los últimos años de la dictadura franquista, militó activamente en la ilegal Justicia Democrática.
En 1978 fue presidente de la Audiencia Territorial de Palma, en 1983 la de Barcelona, en 1985 vocal del Consejo General del Poder Judicial (1985) y después magistrado del Tribunal Supremo. En las elecciones generales de 1986 fue elegido senador por el PSOE. En 1987 fue nombrado defensor del cliente de las cajas de ahorros de Cataluña.
Interesado por el arte, durante su estancia en Barcelona contactó con el grupo Dau al Set y realizó artículos de crítica de arte en su revista. Promocionó la obra de Rafael Zabaleta, colaboró con Eugenio d'Ors en los Salones de los Once y en las exposiciones de la Academia Breve de la Crítica de Arte, y presidió la Asociación de Artistas Actuales de Barcelona de 1956 a 1960. Fue miembro de la Real Academia de San Fernando y obtuvo la Cruz de Honor de San Raimundo de Peñafort. En 1993 recibió la Cruz de Sant Jordi. La Universidad de Jaén recogió su legado creando la Fundación Cesáreo Rodríguez-Aguilera donde se encuentran materiales de Pablo Picasso, Joan Miró, Tapies y textos originales de José Hierro, Gabriel Celaya o Camilo José Cela.

## Obras
- Manual de derecho de Marruecos (1952)
- El lenguaje jurídico (1969)
- La realidad y el derecho (1974)
- Pintura catalana contemporánea (1952)
- Antología española del arte contemporáneo (1955)
- Picasso 85 (1968)
- Antonio Machado en Baeza (1967)
- Crónica de arte contemporáneo (1972)
- Oliva (1973)
- Aproximación a la filosofía del arte moderno (junto con G. Sabater) (1982)
- L'art català contemporani (1982)
- Zabaleta de Quesada. Del pueblo a la modernidad (1990)
- Antología breve (1986, 1998)
- Viajes, diálogos e ideas con Camilo José Cela (2001)